# Нитрид дикальция
Нитрид дикальция — бинарное неорганическое соединение
кальция и азота с формулой Ca2N,
зеленые кристаллы.

## Получение
- Реакция кальция и азота при комнатной температуре (или раствор кальция в расплавленном натрии при 450°С):

{\displaystyle {\mathsf {4Ca+N_{2}\ {\xrightarrow {}}\ 2Ca_{2}N}}}

## Физические свойства
Нитрид дикальция образует зеленые кристаллы
тригональной сингонии,
пространственная группа R 3m,
параметры ячейки a = 0,36271 нм, c = 1,8972 нм, Z = 3
.
При температуре 1500°С происходит фазовый переход.